# Chōyaku hyakunin isshu: Uta koi
Chōyaku hyakunin isshu: Uta koi (超訳百人一首 うた恋い。?) è un manga scritto e illustrato da Kei Sugita. Il manga è stato adattato in una serie televisiva anime dallo studio TYO Animations nel 2012.

## Personaggi
- Jun'ichi Suwabe: Ariwara no Narihira
- Yūki Kaji: Fujiwara no Teika
- Saori Hayami:  Fujiwara no Takaiko
- Susumu Chiba:  Funya no Yasuhide
- Aya Endō:  Ono no Komachi
- Yūya Uchida:  Yoshimine no Munesada
- Daichi Endō:  Arihara Kouhei
- Sanae Kobayashi:  Hiroko
- Tsubasa Yonaga:  Ki no Tsurayuki
- Yuushi Satou:  Kisen-houshi

## Media

### Manga
Il manga di Chōyaku hyakunin isshu: Uta koi è stato scritto ed illustrato da Kei Sugita ed è iniziato nel 2010.

### Anime
Un adattamento anime di Chōyaku hyakunin isshu: Uta koi è stato prodotto dallo studio TYO Animations e diretto da Kenichi Kasai. Le trasmissioni sono iniziate il 3 luglio 2012.

#### Episodi
| Nº  | Giapponese 「Kanji」 - Rōmaji                                                                      | In onda           | In onda |
| Nº  | Giapponese 「Kanji」 - Rōmaji                                                                      | Giapponese        |         |
| 1a  | 「高子と業平 在原業平朝臣」 - Takako to gyō taira zai hara gyō taira asa shin                      | 2 luglio 2012     |         |
| 1b  | 「行平と弘子 中納言行平」 - Gyō hirato hiroko chūnagon gyō taira                                   | 2 luglio 2012     |         |
| 2   | 「貞明と綏子 陽成院」 - Sadaaki to sui ko yō sei in                                                | 9 luglio 2012     |         |
| 3   | 「宗貞と吉子 僧正遍昭」 - Shū tei to kichi ko sōjō hen akira                                       | 17 luglio 2012    |         |
| 4   | 「康秀と業平 文屋康秀」 - Yasushi shū to gyō taira bun ya yasushi shū                              | 23 luglio 2012    |         |
| 5a  | 「東下り 小野小町」 - Higashi kudari ono komachi                                                   | 30 luglio 2012    |         |
| 5b  | 「貫之と喜撰 喜撰法師」 - Kan yuki to ki sen ki sen hōshi                                          | 30 luglio 2012    |         |
| 6   | 「うた変。+」 - Uta hen.                                                                           | 6 agosto 2012     |         |
| 7a  | 「義孝と源保光の娘 藤原義孝」 - Yoshitaka to gen ho hikari no musume fujiwara yoshitaka            | 13 agosto 2012    |         |
| 7b  | 「高内侍と道隆 儀同三司母」 - Takauchi samurai to michitaka gi dō san tsukasa haha                 | 13 agosto 2012    |         |
| 8a  | 「末の松山 清原元輔」 - Matsu no matsuyama kiyohara moto suke                                      | 20 agosto 2012    |         |
| 8b  | 「実方と諾子 藤原実方朝臣」 - Mi hō to daku ko fujiwara mi hō asa shin                             | 20 agosto 2012    |         |
| 9   | 「少納言と行成 清少納言」 - Shō nagon to gyō narukiyo shō nagon                                    | 27 agosto 2012    |         |
| 10  | 「名古曽の滝 大納言公任」 - Nako so no taki dainagon kō nin                                        | 3 settembre 2012  |         |
| 11  | 「香子と藤子 紫式部」 - Kyōko to fujiko murasakishikibu                                            | 10 settembre 2012 |         |
| 12a | 「道雅と当子 左京大夫道雅」 - Michi masa to tō ko sakyō taifu michi masa                           | 17 settembre 2012 |         |
| 12b | 「うき世の月 三条院」 - Uki yono gatsu sanjō in                                                    | 17 settembre 2012 |         |
| 13  | 「定家と式子 式子内親王 権中納言定家」 - Sadaie to shiki ko shiki ko naishin'ō ken chūnagon sadaie | 25 settembre 2012 |         |

#### Colonna sonora
Sigla di apertura
- Love Letter from What? cantata da ecosystem

Sigla di chiusura
- Singin' My Lu cantata da SOUL'd OUT